# Contea autonoma yi di Shilin
La contea autonoma yi di Shilin (石林彝族自治县S, Shílín Yízú ZìzhìxiànP) è una contea autonoma della Cina, situata nella provincia di Yunnan e amministrata dalla prefettura di Kunming.